# Audierne
Audierne (bretonska: Gwaien) är en kommun i departementet Finistère i regionen Bretagne i västra Frankrike. Kommunen ligger i kantonen Pont-Croix som tillhör arrondissementet Quimper. År 2018 hade Audierne 2 151 invånare.

## Befolkningsutveckling
Antalet invånare i kommunen Audierne
Referens:INSEE